# 下宇美站
下宇美站（日语：／ Shimo-Umi eki */?）是位於福岡縣糟屋郡宇美町大字宇美，日本國有鐵道（國鐵）勝田線的鐵路車站（廢站）。

## 歷史
- 1919年（大正8年）10月12日：筑前參宮鐵道（日语：筑前参宮鉄道）開設下宇美停留場[1]。
- 1936年（昭和11年）：改名為宇美八幡停留場[2]。
- 1941年（昭和16年）3月28日：三菱礦業勝田礦業所專用鐵道開始批准運輸（宇美堅坑至宇美八幡之間1.4公里，動力：蒸氣，軌距1067mm）[3][4]
- 1942年（昭和17年）9月19日：筑前參宮鐵道合併至九州電氣軌道（在9月21日改名為西日本鐵道），成為宇美線的停留場。
- 1944年（昭和19年）5月1日：在戰時收購私鐵下被國有化，成為省線勝田線。同時被變更為信號場，名為下宇美信號場[2]。
- 1950年（昭和25年）1月10日：升級為下宇美站[5]。
- 1985年（昭和60年）4月1日：勝田線被廢除，此站也被廢除[2]。

## 車站構造
曾經此站連接三菱礦業勝田礦業所專用線，因此車站範圍較大。在關閉礦場後車站規模大幅縮減，在末期只剩下1面1線的單式月台，為一座簡單的無人車站。在廢站後，車站周邊遺址變為行人路，月台仍然保留下來。

## 車站周邊
此站最接近宇美八幡宮。車站鄰接福岡縣道68號福岡太宰府線，站前設有巴士站。巴士站的班次較多，因此使用量也較高。

## 相鄰車站
日本國有鐵道（國鐵）
勝田線
志免－下宇美－宇美

## 注腳
1. ↑  「地方鉄道停留場設置」《官報》1919年10月23日（國立國會圖書館數碼化收藏）
2. 1 2 3  石野哲（編）. . JTB. 1998: 698. ISBN 978-4-533-02980-6 （日语）.
3. ↑  《地方鉄道及軌道一覧. 昭和18年4月1日現在》（國立國會圖書館數碼化收藏）
4. ↑  《宇美町誌》1975年、875頁
5. ↑  大藏省印刷局 (编). . 官報 (國立國會圖書館數碼化收藏). 1950-01-09, (6895)  [2024-03-19]. （原始内容存档于2021-11-27） （日语）.

## 相關項目
- 日本鐵路車站列表 Shi